# Afterload
Afterload innebär inom kardiologin det tryck som hjärtat måste övervinna för att fickklaffarna ska öppnas. 
Vänsterkammaren måste övervinna trycket i aorta (ca. 80 mmHg) och högerkammaren trycket i truncus pulmonalis (ca. 20 mmHg).
Afterload bestäms av SVR (system vaskulär resistens), myocardiets radie, blodets viskositet och motstånd för utflöde.
En ökning i afterload ger en minskning i slagvolym exempelvis på grund av högt blodtryck (hypertoni).
Hjärtats slagvolym beror förutom på afterload även på kontraktilitet och preload.